# Hermann Petzke
Hermann Petzke (* 21. April 1907 in Schlochau, Westpreußen; † unbekannt) war ein deutscher Landespolitiker der NSDAP. Er war von 1936 bis 1940 Bezirksbürgermeister von Berlin-Wilmersdorf.

## Leben
Petzke besuchte das Gymnasium in Marienburg und kam 1925 nach Berlin. Er trat bereits zum 7. Dezember 1926 der NSDAP bei (Mitgliedsnummer 48.332). Er studierte in Berlin, Jena und Göttingen Jura und wurde 1929 promoviert. Das Thema der Dissertation lautete Der Einfluss des Konkurses des Ein- und Verkaufs-Kommissionärs auf das Kommissionsverhältnis bei regelmässiger Ausführung der Kommission. Er wurde 1934 stellvertretender Bürgermeister in Spandau und im April desselben Jahres kommissarischer Bezirksstadtrat des Bezirksamtes Steglitz.
Am 16. Januar 1936 übernahm Petzke die Funktion eines neuen ersten Bezirksbeigeordneten in Wilmersdorf. Er war verantwortlich für Personalangelegenheiten (Personalstadtrat) sowie für das Gartenamt einschließlich der Friedhofs- und Krematoriumsangelegenheiten. Außerdem wurde er Dezernent für Presseangelegenheiten. 1936 wurde er Leiter des Gau-Rechtsamtes der NSDAP.

## Bezirksbürgermeister von Berlin-Wilmersdorf
Nach dem Ende der Amtszeit von Emil Franke ernannte der Staatskommissar Julius Lippert am 23. Dezember 1936 den damals erst 28-jährigen Nationalsozialisten zum Bürgermeister des Verwaltungsbezirkes Wilmersdorf. Großen Anteil hatte Petzke an der „Entjudungsaktion“, der Umsetzung der Verordnung zur Ausschaltung der Juden aus dem deutschen Wirtschaftsleben in Wilmersdorf.

## Weitere Karriere
1940 wurde er als Stadtrat in die Hauptverwaltung berufen und mit der Leitung des Hauptwirtschafts- und Haupternährungsamtes beauftragt. Ein Jahr später übernahm Petzke zusätzlich auch die Leitung des Landeswirtschaftsamtes Berlin und 1942 die Leitung des Kriegswirtschaftsstabes beim Reichsverteidigungskommissar. Im Mai 1944 wurde er mit der Wahrnehmung der Geschäfte der staatlichen Verwaltung für die Reichshauptstadt (Regierungspräsident von Berlin) beauftragt.